# Axonopus junciformis
Axonopus junciformis är en gräsart som beskrevs av George Alexander Black. Axonopus junciformis ingår i släktet Axonopus och familjen gräs. Inga underarter finns listade i Catalogue of Life.